# Xiriâna
Gli Xiriâna sono un gruppo etnico del Brasile che ha una popolazione stimata in circa 1.032 individui. Parlano la lingua Xiriana (codice ISO 639: XIR) e sono principalmente di fede animista.
Vivono nello stato brasiliano dell'Amazonas, vicino al confine con il Venezuela, nei pressi dei fiumi Demeni e Rio Negro.